# AMC Theatres
AMC Theatres (inițial o prescurtare pentru American Multi-Cinema; deseori denumită AMC și cunoscută în unele țări ca AMC Cinemas sau AMC Multi-Cinemas) este un lanț de cinematografe cu sediul în SUA, cu sediul în Leawood, Kansas, și este cel mai mare lanț de cinematografe din lume. Fondată în 1920, AMC are cea mai mare pondere de pe piața cinematografelor americane în fața Cineworld și a Cinemark Theatres.
După ce a achiziționat Odeon Cinemas, UCI Cinemas și Carmike Cinemas în 2016, a devenit cel mai mare lanț de săli de film atât din lume cât și din Statele Unite, cu 2.200 de ecrane în 244 teatre din Europa și peste 8.200 de ecrane în 661 de săli din Statele Unite ale Americii.
Compania este listată la New York Stock Exchange; în perioada 2012 - 2018, grupul de conglomerat chinez Wanda deținea un pachet majoritar în cadrul companiei. Firma de capital privat Silver Lake Partners a făcut o investiție de 600 de milioane USD în AMC în septembrie 2018.

## Legături externe
- Site web oficial
- AMC Entertainment SEC Filings